# Меланжевая пряжа

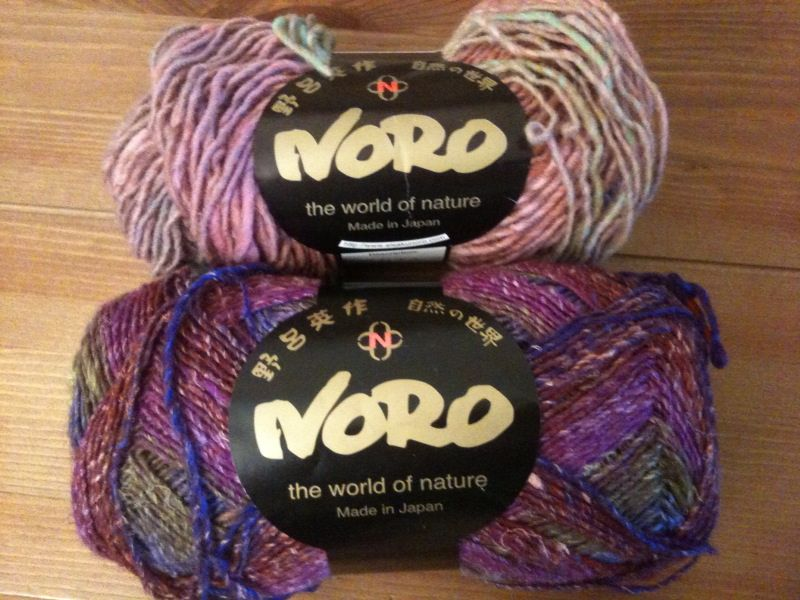
Меланжевая пряжа

Мела́нжевая пря́жа — пряжа из волокон, окрашенных в разные цвета. Может быть хлопковой, шерстяной, искусственной. Волокно обычно окрашивают перед прядением; может быть использована естественная окраска волокон.
Ткани из такой пряжи называются меланжевыми. К наиболее распространённым хлопчатобумажным тканям из меланжевой пряжи относятся трико, шевиот, трико костюмное, диагональ (саржа), коверкот, сукно; их не подвергают отбелке. Для шерстяных тканей к названию добавляют слово «меланж» — например, сукно-меланж, драп-меланж.